# Человек-компьютер
«Человек-компьютер», другие варианты перевода: «Опасный пациент», «Человек-терминал» (англ. The Terminal Man; 1972) — научно-фантастический роман американского писателя Майкла Крайтона.

## Сюжет
Отделение нейропсихиатрических исследований (НПИО) крупной лос-анджелесской клиники занимается экспериментами по вживлению электродов в мозг. Врачи проводят операцию над Гарри Бенсоном, который после пережитой автокатастрофы страдает эпилепсией, во время приступов он ведёт себя агрессивно и нападает на людей. Вживлённый под кожу компьютер должен распознавать начало приступа и гасить его. Эксперимент выходит из-под контроля: после операции Бенсон сбегает, и на свободе оказывается опасный убийца.

## Персонажи
- Гарри Бенсон
- Доктор Дженет Росс — психиатр, сотрудница НПИО
- Доктор Эллис, доктор Роберт Моррис — нейрохирурги, сотрудники НПИО
- Герхард — специалист по электронно-вычислительной технике, сотрудник НПИО
- Капитан Андерс — полицейский детектив

## История создания и публикации
Как вспоминал Крайтон, он решил написать роман «Человек-компьютер» после того, как наблюдал в клинике пациента с электродами — чтобы сделать эту процедуру более известной. Впервые роман был опубликован в 1972 году. Впоследствии Крайтон говорил, что написал 9 черновых вариантов и всё равно остался недоволен результатом. По его собственному признанию, «Человек-компьютер» — самый нелюбимый им самим роман из всех, что он написал.
На русском языке роман появился в 1975 году в сборнике произведений зарубежных фантастов. Издание сопровождалось послесловием Натальи Бехтеревой.

## Экранизации
В 1974 году вышел фильм Майка Ходжеса «Человек, несущий смерть» (The Terminal Man).